# Pandean (Paiton)
Pandean is een bestuurslaag in het regentschap Probolinggo van de provincie Oost-Java, Indonesië. Pandean telt 3476 inwoners (volkstelling 2010).